# Le Mesnil-sous-Jumièges
Le Mesnil-sous-Jumièges è un comune francese di 638 abitanti situato nel dipartimento della Senna Marittima nella regione della Normandia. Qui morì di parto, nel 1450, Agnese Sorel, l'amante del re Carlo VII di Francia.

## Società

### Evoluzione demografica
Abitanti censiti